# Trofim Denissowitsch Lyssenko

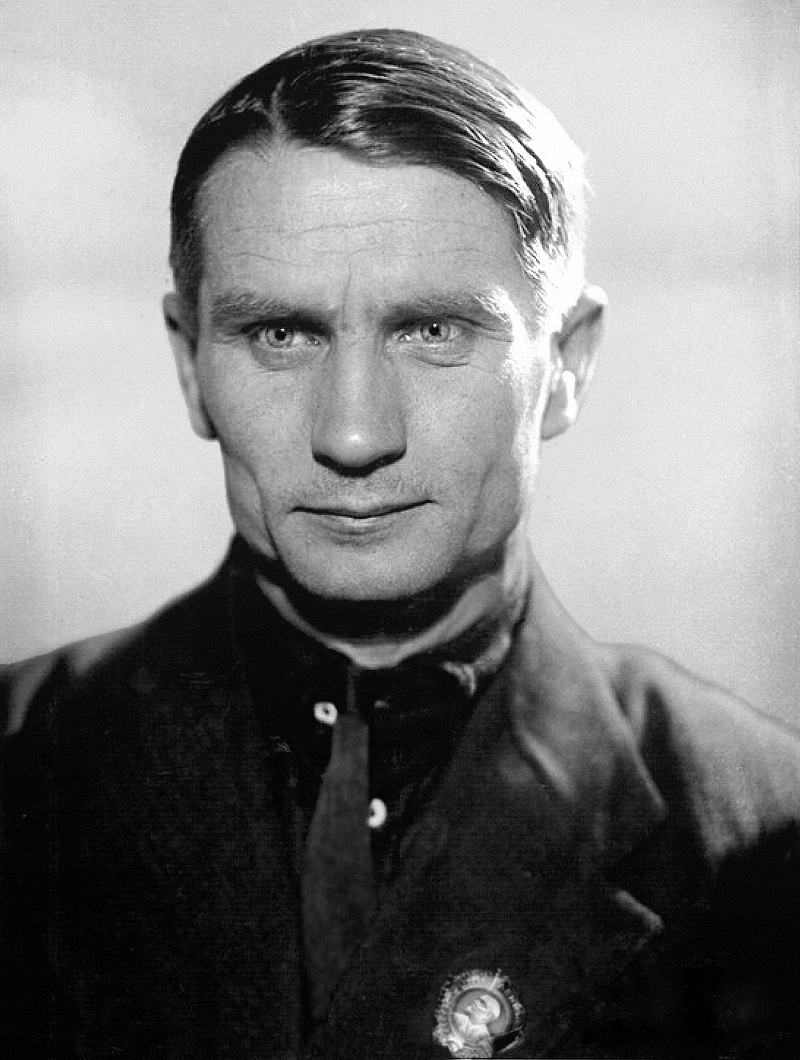
Trofim Denissowitsch Lyssenko

Trofim Denissowitsch Lyssenko (russisch Трофим Денисович Лысенко, wiss. Transliteration Trofim Denisovič Lysenko; * 17. Septemberjul. / 29. September 1898greg. in Karlowka, Gouvernement Poltawa, Russisches Kaiserreich; † 20. November 1976 in Moskau, RSFSR, Sowjetunion) war ein sowjetischer Agrarwissenschaftler, der unter Josef Stalin großen politischen Einfluss erlangte. Seine Theorie des Lyssenkoismus, nach der die Eigenschaften von Kulturpflanzen und anderen Organismen nicht durch Gene, sondern ausschließlich durch Umweltbedingungen bestimmt werden, war wissenschaftlich unhaltbar und widersprach den zu Lyssenkos Zeiten bekannten Grundlagen der Genetik. Einige seiner Forschungsergebnisse wurden als Fälschungen entlarvt.
Weil Lyssenko die persönliche Unterstützung Josef Stalins genoss, wagte es kaum ein Genetiker im sowjetischen Machtbereich, den Theorien Lyssenkos offen zu widersprechen. Wissenschaftler, die dies taten, wie zum Beispiel Nikolai Wawilow, wurden als Dissidenten verfolgt. Die Anwendung der Konzepte Lyssenkos in der sowjetischen Landwirtschaft führte zu Missernten und zur Verschärfung von Hungersnöten. Die Misserfolge wurden durch das stalinistische Regime als „durch Sabotage verursacht“ erklärt und mit einer Verschärfung der politischen Repression und des Terrors beantwortet.
Aus heutiger Sicht wird der Einfluss Lyssenkos auf die Entwicklung der sowjetischen Genetik als katastrophal beurteilt. Der Lyssenkoismus hat die Entwicklung der Genetik in der Sowjetunion und den von ihr abhängigen Staaten um Jahrzehnte zurückgehalten.

## Biografie
Lyssenko stammte aus einer bäuerlichen Familie. Zunächst besuchte er eine Gartenbauschule. 1925 wurde er am landwirtschaftlichen Institut der Universität Kiew als Agronom graduiert. Danach arbeitete er in einer Selektionsstation in Aserbaidschan. 1929 ging er an das Allunions-Institut für Genetik und Saatzucht in Odessa, das er von 1934 bis 1939 leitete. Bekannt wurde Lyssenko durch die von ihm propagierte Vernalisation, die allerdings in den USA schon seit 1857 bekannt war. Dort war diese Methode der Kältebehandlung von Winterweizen allerdings wieder verlassen worden, weil die Erfolge sehr zweifelhaft waren. Lyssenko führte auf einem Feld seines Vaters einen sehr publikumswirksamen Versuch durch und meldete eine hohe Steigerung des Ertrages. Dieser eine Versuch genügte den sowjetischen Landwirtschaftspolitikern, um die Vernalisation landesweit einzuführen.  Ab 1940 leitete Lyssenko das Institut für Genetik der Akademie der Wissenschaften der Sowjetunion. Diese Ernennung war eigentlich absurd, denn Lyssenko leugnete ja öffentlich die Bedeutung der Genetik. In seiner neuen sehr einflussreichen Position führte er die Vernalisation auch für Knollen und Stecklinge ein. Die Misserfolge dieser Anbaumethode verschleierte er oder schob sie anderen in die Schuhe. Kritiker bezeichnete er als Saboteure und Klassenfeinde. Eines seiner bekanntesten Opfer war der Genetiker Nikolai Wawilow. Er wurde auf Betreiben Lyssenkos verhaftet und als englischer Spion zum Tode verurteilt. Die Todesstrafe wurde zwar in 10 Jahre Haft umgewandelt, aber Wawilow verstarb 1943 in einem Lager an Unterernährung. Als treuer Parteianhänger (er war niemals Mitglied der KPdSU) versprach Lyssenko immer wieder, ertragreiche Nutzpflanzen-Sorten zu züchten und alle Ernährungsprobleme zu lösen. 1936 wurde er von Josef Stalin mit dem Lenin-Orden ausgezeichnet, den er später noch sechsmal erhielt. Bis in die Endphase der Ära Chruschtschow hatte er bedeutenden Einfluss in Partei und Wissenschaft. Er war Mitglied der Akademie der Wissenschaften der Ukrainischen SSR.
1948 organisierte er die berüchtigte Augustsitzung der Sowjetischen Akademie für Landwirtschaftswissenschaften namens Lenin (Всесоюзная академия сельскохозяйственных наук имени В. И. Ленина [ВАСХНИЛ]; WASChNIL). Seine Geleitrede „Über die Situation der Biologie“, unterstützt von Stalin, führte zu einem totalen Bann sog. pseudowissenschaftlicher Theorien der Genetik. Damit wurden die Lehren Gregor Mendels, August Weismanns und Thomas Hunt Morgans und damit die moderne Genetik an sich in der Sowjetunion verworfen. Bis in die 1960er Jahre hielt man am Lyssenkoismus fest. Dies hatte auch intensiven gesellschaftspolitischen Einfluss und katastrophale Folgen für die Landwirtschaft in der Sowjetunion und weiteren Ländern des RGW.
Im März 1953 wurde er von Nikita Chruschtschow persönlich kritisiert. Mitte April 1956 wurde er als Präsident der Lenin-Akademie für landwirtschaftliche Forschung durch Pawel Lobanow ersetzt, blieb jedoch landwirtschaftlicher Berater Chruschtschows. Erst nach dem Sturz von Chruschtschow wurde eine Versuchsfarm überprüft, auf der Lyssenko eine neue Methode zur Erhöhung des Milchfettgehalts eingeführt hatte. Es zeigte sich, dass die publizierten Resultate völlig verfälscht waren.
1962 wurden seine wissenschaftlichen Fehlinterpretationen und Fälschungen sowie seine Politik der politischen Ausgrenzung wissenschaftlicher Kritiker durch prominente Naturwissenschaftler, darunter Jakow Seldowitsch, Witali Ginsburg, Andrei Sacharow und Pjotr Kapiza, offengelegt. Lyssenko wurde daraufhin von Chruschtschow entlassen.

## Lyssenkos Werk
Lyssenko war unter Josef Stalin der führende Biologe der UdSSR. Er vertrat wie Jean-Baptiste de Lamarck und die Neolamarckisten die Ansicht, dass erworbene Eigenschaften vererbt würden, und negierte die Existenz von Genen als unsozialistisch und deshalb falsch. Die Entstehung neuer Arten erfolge daher nicht durch Mutation und Selektion (Synthetische Evolutionstheorie), sondern durch Einflüsse der Umwelt. Seine Theorien prüfte er in groß angelegten Landwirtschaftsprojekten. So säte er Weizen unter ungünstigen klimatischen Bedingungen und fand daraufhin im nächsten Jahr Roggenpflanzen auf dem Feld. Tatsächlich hatten sich Roggenpflanzen von benachbarten Feldern ausgesät. Lyssenko interpretierte dagegen solche Ergebnisse als Beleg für seine Thesen. Mit der Einführung der künstlichen Jarowisation von Weizensaatgut wollte er die nach der Zwangskollektivierung verbreiteten Missernten in der Ukraine und Russland verhindern. Die von ihm prognostizierten Ertragssteigerungen erwiesen sich bald als unhaltbar.
Wesentliche Thesen Lyssenkos, z. B. in seinem Hauptreferat auf der Tagung der Leninakademie der Landwirtschaftswissenschaften der UdSSR im August 1948 in Moskau vorgetragen, waren:
1. Die Vererbung ist eine Eigenschaft des gesamten Organismus. Es existieren keine diskreten Erbanlagen oder Gene.
2. Durch veränderte Umwelt- und Lebensbedingungen können erbliche Veränderungen induziert werden. Der Charakter der Veränderungen ist dem Charakter der induzierenden Bedingungen adäquat.
3. In der Auseinandersetzung mit den Umweltbedingungen erworbene Eigenschaften werden vererbt.
4. Bei Pflanzen können gezielte Veränderungen durch Pfropfung im Prozess der vegetativen Hybridisation induziert werden; es existiert kein prinzipieller Unterschied zur sexuellen Hybridisation.
5. Durch Aufzucht von Winterformen ohne Kälteschock können bei Getreide erbliche Sommerformen erzielt werden.
6. Kulturpflanzenarten wie Weizen und Roggen lassen sich durch geeignete Umweltbedingungen ineinander umwandeln.

Durch gute Beziehungen zum sowjetischen Geheimdienst NKWD gelang es ihm, Kritiker mundtot zu machen. Insbesondere nach seiner Ernennung zum Präsidenten der Sowjetischen Akademie für Landwirtschaftswissenschaften der Sowjetunion im Jahre 1938 ließ er andere Biologen, vor allem Genetiker, politisch verfolgen und in Straflager bringen. So war Lyssenko mitverantwortlich für den Tod des bedeutenden Biologen und Gründers der Akademie, Nikolai Wawilow, im Jahre 1943.
Lyssenko verstand es, sich durch gute Beziehungen innerhalb der Partei und zu Stalin persönlich erhebliche Ressourcen zu verschaffen. Auf seine Anweisung hin wurden erhebliche Flächen mit Weizen bepflanzt, die dafür klimatisch nicht geeignet waren. Die dadurch hervorgerufenen Missernten verschärften die ohnehin schlechte Ernährungslage der Sowjetbürger deutlich, es kam zu Hungersnöten. Ebenso in der Volksrepublik China, nachdem Mao Zedong für den Großen Sprung nach vorn den chinesischen Bauern die Anwendung der Methoden Lyssenkos befahl. In der Landwirtschaft der DDR kam es aufgrund der couragierten Tätigkeit Hans Stubbes bis auf einige Lippenbekenntnisse in Schulbüchern zu keiner praktischen Anwendung der Thesen Lyssenkos.
Die biologischen Wissenschaften der Sowjetunion wurden nachhaltig geschädigt, so dass der Begriff Lyssenkoismus fortan als Schlagwort für Scharlatanerie und die Unterordnung wissenschaftlicher Erkenntnis unter die Wunschvorstellungen der Politik gebraucht wurde.

## Ehrungen
Lyssenko erhielt:
- Leninorden (1935, Juni 1945, September 1945, 1948, 1949, 1953, 1958, 1961)
- Stalinpreis (1941, 1943, 1949)
- Held der sozialistischen Arbeit (1945)
- I. I. Metschnikow-Goldmedaille der AN-SSSR (1950)
- Medaille „Für heldenmütige Arbeit“ (1959)

## Publikationen
- Die Lage in der biologischen Wissenschaft. Tagung der Lenin-Akademie der landwirtschaftlichen Wissenschaften der UdSSR. 31. Juli – 7. August 1948. Stenographischer Bericht. Verlag für fremdsprachige Literatur, Moskau 1949 (darin das gleichnamige Referat Lyssenkos: S. 9–59).